# Duhový most
Duhový most je považován za největší skalní oblouk na světě. Je situován v národní chráněné oblasti Glen Canyon National Recreation Area v jižní části státu Utah ve Spojených státech amerických. Úpatí mostu v oblouku je při zemi dlouhé 84 metrů, při vrcholu 13 metrů dlouhý a 10 metrů široký. Vznikl v období mezi geologickými etapami triasu a jury extrémním zvětráváním pískovce.